# 向島站 (東京都)
向島站（日语：／*/?）是位於東京都向島區（現時：墨田區），京成電鐵的押上線車站（廢站）。
除了押上線，此站曾經可轉乘京成白鬚線。

## 歷史
- 1914年（大正3年）6月20日 車站啟用。
- 1928年（昭和3年）4月7日 白鬚線開業。
- 1936年（昭和11年）2月28日 白鬚線廢除。
- 1943年（昭和18年）10月 在戰時暫停服務。
- 1947年（昭和22年）2月28日 車站廢除。

## 現況
上行本線旁邊還遺留了月台的牆壁。後來隨著進行高架化工程而被消滅，現時已經沒有痕蹟。
在車站廢除後，車站遺址附近地方都是由京成電鐵擁有，曾有不同用途。
- 1959年，由於進行改軌距工程，該處變成車輛交換轉向架基地。
- 1960年 - 1968年 設置向島信號場（都營1號線（現時：淺草線）向島檢修場的分支點）
- 1991年 - 2001年 押上線重建荒川橋樑，該處變成作業基地。
- 2008年 - 2017年 押上站至八廣站之間進行高架化工程之作業基地。

## 相鄰車站
京成電鐵
押上線
京成曳舟－向島－荒川（現時：八廣站）
京成電氣軌道
白鬚線
向島－長浦

## 注腳
1. ↑  《京成の駅 今昔・昭和の面影》JTB出版，2014年，p.138